# 安尼娜·鲁佩尔
安尼娜·鲁佩尔（德語：Annina Ruppel，1980年10月8日—），德国女子赛艇运动员。她曾代表德国参加世界赛艇锦标赛，获得一枚金牌、一枚银牌和二枚铜牌。她也曾参加2004年和2008年夏季奥运会。